# Villa Gualino
Villa Gualino, nota anche come Colonia 3 Gennaio, è un complesso residenziale e culturale sorto nel 1928 sulla collina di Torino, nel quartiere Cavoretto (Circoscrizione 8), progettato dagli architetti romani Andrea, Clemente e Michele Busiri Vici per l'imprenditore e mecenate Riccardo Gualino. Si trova a 352 m s.l.m. all'interno di un parco di oltre dieci ettari che domina la città e la cerchia alpina.

## Storia
Nel 1928 Gualino acquistò il terreno collinare e incaricò i fratelli Busiri Vici, coadiuvati dal padre Carlo, di realizzare una casa-museo con due ali destinate a teatro e museo privato, articolata in 5 300 m² di superfici coperte. Il progetto, descritto come «due braccia terminanti con due pugni», rimase incompiuto: nel 1931 Gualino fu arrestato e inviato al confino con l'accusa di antifascismo, perdendo la disponibilità del cantiere.
Nel 1938 la Federazione dei Fasci di Combattimento torinese acquistò l'area e la trasformò in colonia elioterapica permanente intitolata «3 Gennaio». Il progetto, affidato a Luigi Ferroglio con Ferruccio Grassi, Mario Passanti e Paolo Perona, riutilizzò le strutture esistenti, completandole nel 1936 con padiglioni aggiuntivi e una grande rampa elicoidale interna.
Un bombardamento del 13 luglio 1943 danneggiò gravemente coperture e serramenti; i primi lavori di ripristino terminarono nel novembre 1945.
Dal 1946 al 1973 il complesso ospitò un centro della Fondazione Don Carlo Gnocchi per bambini orfani e mutilati di guerra, con adattamenti per l'abbattimento delle barriere architettoniche.
Nei primi anni ottanta la Regione Piemonte acquisì la proprietà e avviò un esteso restauro direzionato da Gian Pio Zuccotti e Maria Carla Lenti, con Giuseppe Abbate, Franco Corsico e Gianfranco Fasana: l'intervento sostituì la rampa elicoidale con nuovi collegamenti verticali e ricevette il premio «Architetture Rivelate» 2005 dell'Ordine degli Architetti di Torino.
La prima mostra interattiva scientifica Experimenta debuttò qui nel 1985, raccogliendo oltre due milioni di visitatori in vent'anni.
Dal 1994 parte degli spazi sono stati riconvertiti a centro congressi, hotel e sede della Fondazione europea per la formazione professionale, agenzia dell'Unione europea dedicata ai sistemi di istruzione e formazione professionale.
Con il Piano delle alienazioni immobiliari approvato nel 2023, la Regione Piemonte ha inserito Villa Gualino tra i beni da valorizzare o cedere.

## Descrizione
Il complesso conserva il volume centrale poligonale a tre piani concepito dai Busiri Vici, affiancato da due corpi più bassi di impronta razionalista; gli interni, riorganizzati negli anni ottanta, ospitano sale conferenze, foresteria, ristorazione e uffici regionali. La maglia strutturale in cemento armato è rivestita da intonaci chiari, movimentati da lunghe finestrature orizzontali nelle ex camerate della colonia.
Il parco di oltre 100 000 m², modellato a terrazzamenti, comprende percorsi alberati, un campo da tennis, serre storiche e un belvedere panoramico sul Po e sull'arco alpino; l'accesso principale avviene da viale Settimio Severo tramite un viale carrabile alberato.